# Parlatoria citri
Parlatoria citri är en insektsart som beskrevs av Mckenzie 1943. Parlatoria citri ingår i släktet Parlatoria och familjen pansarsköldlöss. Inga underarter finns listade i Catalogue of Life.